# Boku no Kokoro no Yabai Yatsu
Boku no Kokoro no Yabai Yatsu (僕の心のヤバイやつ?  lit. Los peligros en mi corazón), conocida como The Dangers in My Heart en inglés y en España, y en Hispanoamérica como Peligros en mi corazón, es una serie de manga japonesa escrita e ilustrada por Norio Sakurai. Comenzó a serializarse en la revista Shūkan Shōnen Champion el 8 de marzo de 2018 y desde entonces se ha trasladado a Champion Cross, antes de volver a ser trasladado a Manga Cross. Hasta el momento la serie se ha recopilado en doce volúmenes tankōbon. Una adaptación de la serie a anime producido por el estudio Shin-Ei Animation se estrenó en el bloque NUMAnimation de TV Asahi en abril de 2023. La segunda temporada se estrenó en enero de 2024.

## Sinopsis
Kyotaro Ichikawa es un estudiante solitario descontento que fantasea con vengarse violentamente de sus compañeros de clase mucho más populares, especialmente de la idol de la clase, Anna Yamada. Sin embargo, cuando observa que Anna es bastante peculiar a su manera, y cuando se vuelve cada vez más amigable con Kyotaro, desarrolla sentimientos hacia ella.

## Personajes
Kyotaro Ichikawa (市川 京太郎 Ichikawa Kyōtarō?)
 Seiyū: Shun Horie, Eric Suñén (español castellano)
Protagonista masculino. Al principio era un chico con tendencias a pensar en matar a sus compañeros debido a su retraimiento social, en especial a Anna, quien era la más popular y amigable de su curso. Pero al acercarse ella e intentar relacionarse, progresivamente va dejando esos pensamientos, comenzando a interactuar con la clase adoptando una conducta tsundere, y desarrollando sentimientos románticos por Anna, la cual es la primera en confesarle su amor hacia él. Eventualmente después los dos comienzan a salir.
Anna Yamada (山田 杏奈 Yamada Anna?)
 Seiyū: Hina Yōmiya, Mireia Maimí (español castellano)
Protagonista femenina. La chica más popular del curso, amigable y bella, admirada por todos. Sin embargo, se siente especialmente atraída por Kyotaro, al que molesta cariñosamente y mima demasiado. Por su belleza trabaja como modelo, lo que le ha causado tener acosadores que ocasionalmente son espantados por Kyotaro. Tiene un apetito considerable. También se muestra muy celosa hasta el punto de obsesionarse cada vez que Kyotaro interactúa con otras chicas. Más adelante, Yamada le confiesa a Ichikawa y comienzan a salir.
Chihiro Kobayashi (小林 ちひろ Kobayashi Chihiro?)
 Seiyū: Ayaka Asai, Tania Moreno (español castellano)
Ella es la amiga cercana de Anna Yamada. Aunque Chii tiene una personalidad un tanto infantil, por lo general actúa como una persona heterosexual descarada ante las payasadas de Yamada. Ella también tiene una tendencia a ignorar ciertas cosas más "maduras", como el romance, ya que parece ser la única que no se da cuenta de los sentimientos de Yamada e Ichikawa el uno por el otro.
Moeko Sekine (関根 萌子 Sekine Moeko?)
 Seiyū: Megumi Han, Elena Rubio (español castellano)
Compañera de clases de Yamada y Kyotaro. Es la más extrovertida de su grupo de amigos y parece representar ciertos tropos "cursivos", como referirse a sí misma en tercera persona o posar en grandes anuncios o proclamas. Al conocer a Kyotaro, ella lo ayuda a abrirse hacia los demás a pesar de que suele burlarse de él. Sin embargo, su cercanía con Kyotaro también significa que Moeko es el blanco de los celos de Anna.
Serina Yoshida (吉田 芹那 Yoshida Serina?)
 Seiyū: Atsumi Tanezaki, Jennifer Zaragoza (español castellano)
Ella es una de las chicas del círculo de amigos de Yamada, siendo la más madura y escéptica. Atenta y sociable, a veces ayuda a impulsar la relación de Yamada e Ichikawa detrás de escena.
Shō Adachi (足立 翔 Adachi Shō?)
 Seiyū: Nobuhiko Okamoto, Pau Beltrán (español castellano)
Inicialmente es compañero de clase de Ichikawa y Yamada en la clase 2-3, pero va a una clase diferente a la de ellos al año siguiente. Adachi es un adolescente temerario y pervertido, pero tiene un fuerte sentido del honor masculino.
Kenta Kanzaki (神崎 健太 Kanzaki Kenta?)
 Seiyū: Gen Satō, Àlex Locubiche (español castellano)
Kanzaki es un joven sencillo y ambicioso, notable por su afecto hacia Honoka Hara. Es compañero de clase de Ichikawa y Yamada en la Clase 2-3 (luego 3-1).
Chikara Ōta (太田 力 Ōta Chikara?)
 Seiyū: Jun Fukushima
Un amigo de Shou Adachi, a menudo involucrado en sus planes. Ichikawa internamente se refiere a él como "gordo".
Honoka Hara (原 穂乃香 Hara Honoka?)
 Seiyū: Aki Toyosaki, Irene Garrés (español castellano)
Hara es una joven cálida y sensata. Ella asiste a clases con la mayoría del resto del elenco en la Clase 2-3, aunque luego cambia a una clase diferente a la de ellos. Una chica gordita que está interesada en Kanzaki y eventualmente comienza a salir con él. Ella es la primera persona en descubrir el interés romántico de Anna y Kyotaro el uno por el otro.
Kana Ichikawa (市川 香菜 Ichikawa Kana?)
 Seiyū: Yukari Tamura, Migca Kazius (español castellano)
Es la hermana mayor de Kyotaro. Si bien es tranquila y cariñosa, le gusta entrometerse en la vida personal de su hermano debido a su naturaleza solitaria. Asiste a la universidad como estudiante de tercer año y ocasionalmente hace trabajos ocasionales en la ciudad. Al ver la relación que tiene Kyotaro con Anna, ella constantemente le hace preguntas sobre su relación y trata de sacarle información sobre cómo interactúan. Kana parece tener cierto grado de celos por el éxito de su hermano en el romance en comparación con el suyo.
Haruya Nanjō (南条 ハルヤ Nanjō Haruya?)
 Seiyū: Nobunaga Shimazaki
Un mujeriego suave pero superficial, Nanjou se interesa en Yamada por su apariencia y estatus social. Actúa como antagonista recurrente y rival amoroso de Ichikawa.
Sanae Yamada (山田さなえ Yamada Sanae?)
 Seiyū: Yūko Minaguchi
Es la madre de Anna. Es igual de atractiva que su hija. Sanae es una mujer elegante de mediana edad que parece ser estricta, pero en realidad es bastante amable. Ella a menudo le reprende a su hija por su mala postura al sentarse, lo que parece indicar que le da mucha importancia a la apariencia pública. 
Yukina Yamada (山田雪菜 Yamada Yukina?)
 Seiyū: Yoshimasa Hosoya
El aparentemente apático y distante padre de Yamada. Es enormemente musculoso y su mirada directa ensombrecida por su pelo lacio largo y oscuro, y su falta de conciencia respecto al espacio personal, lo convierten en alguien intimidante respecto a la primera impresión. Según Anna, es un chef experto en comida francesa. Tras aparecer en casa de Yamada durante una fiesta de hacer chocolates para San Valentín, Kyoutarou descubre que es un gamer cuando se le acerca y le pregunta si le gustan los videojuegos. 
Sra. Ichikawa (市川母 Ichikawa Haha?)
 Seiyū: Chinami Nishimura
Es la madre de Kana y Kyoutarou Ichikawa. Se muestra como una ama de casa muy normal, cocina y limpia la casa. Además, tiene un trabajo de medio tiempo.
Yurine Hanzawa (半沢 ユリネ Hanzawa Yurine?)
 Seiyū: Reina Ueda
La nueva compañera de clase de Yamada y Kyotaro durante su último año. Ella es una chica alta y hermosa con cabello rubio. Sus compañeros de clase la ven como una belleza genial, pero en realidad, ella también tiene un lado lindo y torpe, al igual que Anna. Ella es amiga cercana de Kanna.
Kanna Andou (安堂 カンナ Andō Kanna?)
 Seiyū: Yuka Iguchi
Apodada Kankan (カンカン?), es compañera de clase de Anna y Kyotaro durante su último año. Ella siempre usa una máscara negra y colas gemelas. Kanna está muy interesada en la vida amorosa de los demás hasta el punto de organizar un flash mob para una nueva pareja, a pesar de su vergüenza.
Nico Kouda (香田 ニコ Kōda Nico?)
 Seiyū: Rio Tsuchiya
Es una compañera modelo en la agencia de Yamada de 19 años y también su acosadora. Ella siempre lamenta la distancia entre ella y Anna y por eso se esfuerza por obtener más información de los amigos de Anna, para consternación de Kyotaro. Es propietaria de una casa de verano en Kamakura, Kanagawa, como forma de reducir el pago de impuestos.
Profesora Moriya (守屋先生 Moriya-sensei?)
 Seiyū: Kaori Nazuka
Maestra de aula de la clase 3-1 y también maestra de educación física. Kyotaro la ve como una profesora de educación física molesta y estereotipada con un lado demasiado competitivo.

## Contenido de la obra

### Manga
La serie está escrita e ilustrada por Norio Sakurai. Comenzó a serializarse en la revista Shūkan Shōnen Champion de Akita Shoten el 8 de marzo de 2018. El 10 de abril de 2018, la serie se transfirió al sitio web del manga Champion Cross. El 10 de julio de 2018, Akita Shoten fusionó Champion Cross con su sitio web de manga recién creado, Manga Cross. Cuando los sitios web se fusionaron, se transfirió a Manga Cross. Akita Shoten recopila sus capítulos individuales en volúmenes tankōbon. El primer volumen fue publicado el 7 de diciembre de 2018, y hasta el momento se han lanzado doce volúmenes.
En diciembre de 2020, Seven Seas Entertainment anunció que licenciaron la serie para su publicación en inglés. La serie también tiene licencia de Tong Li Publishing en Taiwán.
| Volúmenes de manga publicados | Volúmenes de manga publicados | Volúmenes de manga publicados                                    |
| Número                        | Fecha de publicación          | ISBN                                                             |
| ----------------------------- | ----------------------------- | ---------------------------------------------------------------- |
| 1                             | 7 de diciembre de 2018        | ISBN 978-4-25-322615-8                                           |
| 2                             | 6 de septiembre de 2019       | ISBN 978-4-25-322616-5                                           |
| 3                             | 8 de julio de 2020            | ISBN 978-4-25-322617-2 ISBN 978-4-253-22618-9 (edición especial) |
| 4                             | 8 de febrero de 2021          | ISBN 978-4-25-322619-6 ISBN 978-4-253-22620-2 (edición especial) |
| 5                             | 8 de julio de 2021            | ISBN 978-4-25-322667-7 ISBN 978-4-253-22666-0 (edición especial) |
| 6                             | 7 de enero de 2022            | ISBN 978-4-25-322669-1 ISBN 978-4-253-22668-4 (edición especial) |
| 7                             | 8 de agosto de 2022           | ISBN 978-4-253-22684-4 ISBN 978-4-253-22670-7 (edición especial) |
| 8                             | 8 de marzo de 2023            | ISBN 978-4-253-22685-1 ISBN 978-4-253-22967-8 (edición especial) |
| 9                             | 8 de noviembre de 2023        | ISBN 978-4-253-22969-2 ISBN 978-4-253-22968-5 (edición especial) |
| 10                            | 8 de abril de 2024            | ISBN 978-4-253-28476-9 ISBN 978-4-253-22970-8 (edición especial) |
| 11                            | 8 de noviembre de 2024        | ISBN 978-4-253-28477-6 ISBN 978-4-253-28478-3 (edición especial) |
| 12                            | 6 de junio de 2025            | ISBN 978-4-253-28480-6 ISBN 978-4-253-28479-0 (edición especial) |

### Anime
En agosto de 2022, se anunció que la serie recibirá una adaptación a serie de anime. La serie es producida por el estudio Shin-Ei Animation y dirigida por Hiroaki Akagi, con guiones escritos por Jukki Hanada, diseños de personajes a cargo de Masato Katsumata y música compuesta por Kensuke Ushio. Se estrenará el 2 de abril de 2023 en el bloque NUMAnimation de TV Asahi. El tema de apertura es "Shayō" de Yorushika, mientras que el tema de cierre es "Sū Sentimental" de Kohana Lam. En Anime NYC 2022, Sentai Filmworks anunció que obtuvo la licencia de la serie y la transmitió en HIDIVE. Jonu Media obtuvo la licencia de la serie en España. Plus Media Networks Asia obtuvo la licencia de la serie en el Sudeste Asiático.
Se anunció una segunda temporada después de la emisión del duodécimo episodio. Se estrenó el 7 de enero de 2024.
El 12 de septiembre de 2023, Jonu Media anunció que la serie había recibido un doblaje en español castellano, la cual se estrenará el 10 de mayo de 2024 (ambas temporadas).

## Recepción
En 2019, la serie ocupó el cuarto lugar en el Next Manga Award en la categoría de manga web. En 2020, la serie ocupó el primer lugar en la misma categoría. La serie ocupó el tercer lugar en el Kono Manga ga Sugoi! de 2020. También ocupó el cuarto lugar en los cuartos premios Tsutaya Comic. Ocupó el decimotercer lugar en las recomendaciones de los empleados de la librería japonesa Honya Club. También fue nominada para el Manga Taishō en 2020. Ocupó el cuarto lugar en una encuesta de 2020 que preguntaba a las personas qué manga más querían ver adaptado a un anime. Ocupó el primer lugar en la misma encuesta en 2021.